# Kulturåret 1730

## Födda
- 2 november – Giovanni Battista Casanova (död 1795), venetiansk konstnär.
- 19 december – Marguerite Montansier, fransk skådespelare och teaterdirektör

## Avlidna
- 6 januari – Árni Magnússon (född 1663), isländsk historiker och samlare.
- 10 november – Gregorio Lazzarini (född 1655), italiensk målare.